# Gumbo

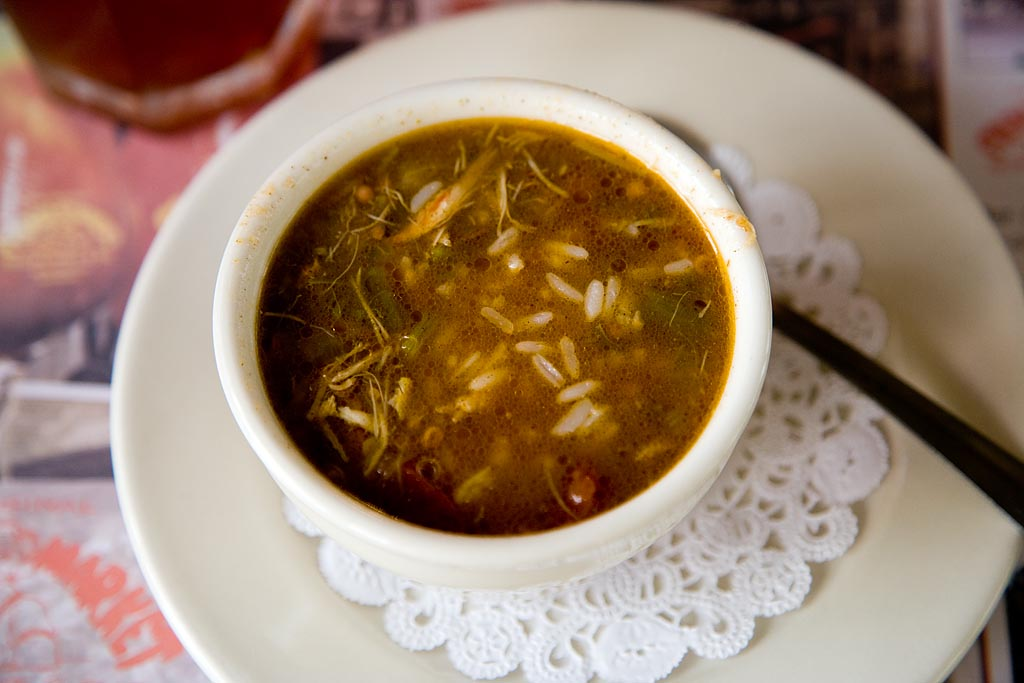
Gumbo con frutti di mare

Il gumbo è una pietanza originaria dell'area degli Stati Uniti affacciata sul Golfo del Messico, in particolare della zona della Louisiana.

## Ingredienti
Il gumbo è uno stufato molto saporito, solitamente composto da due ingredienti principali, il riso e il condimento. Il riso viene preparato al momento e viene mescolato con il condimento quando il piatto viene servito. Vari possono essere gli ingredienti del condimento, come frutti di mare (tipicamente granchi e gamberi del Golfo del Messico), pollame (pollo, anatra o anche fagiano), verdure (come peperoni, cipolle e sedano) o altre carni, come salsicce fresche e altri insaccati, tipici della cucina cajun. Gli ingredienti vengono tutti stufati insieme con un denso roux.
Il piatto, a causa dei lunghi tempi di cottura, è preparato solitamente durante la stagione invernale.
L'ingrediente essenziale del gumbo è l'ocra; il termine gumbo deriva infatti dalla parola bantu usata per definire l'ocra.